# Programa espacial xinès
|  | Aquest article tracta sobre el programa espacial xinès en general. Per a l'article de l'agència espacial xinesa actual des de 1993, vegeu «Administració Espacial Nacional de la Xina». |

El programa espacial de la República Popular de la Xina està dirigit per l'Administració Espacial Nacional de la Xina (CNSA). Les seves arrels tecnològiques es remunten a finals dels anys cinquanta, quan la Xina va iniciar un programa de míssils balístics en resposta a les amenaces percebudes dels americans (i, més tard, els soviètics). No obstant això, el primer programa espacial tripulat xinès no va començar fins diverses dècades després, quan va culminar un programa accelerat de desenvolupament tecnològic amb el vol reeixit de 2003 amb Yang Liwei a bord del Shenzhou 5. Aquest assoliment va convertir la Xina en el tercer país en enviar humans de forma independent a l'espai. Actualment, els plans inclouen una estació espacial xinesa permanent en 2020 i expedicions tripulades a la Lluna.
Els funcionaris han articulat ambicions a llarg termini per explotar l'espai Terra-Lluna per al desenvolupament industrial. L'objectiu seria la construcció de satèl·lits espacials d'energia solar que enviaria energia a la Terra.
El programa espacial xinès és un dels programes espacials més actius, avançats i exitosos del món, realitzant diversos èxits històrics i actuals, avenços i rècords.

## Història i desenvolupaments recents

### Període de cooperació sino-soviètica
Després que els Estats Units amenaçés d'utilitzar armes nuclears durant la Guerra de Corea, el president Mao Zedong va decidir que només una dissuasió nuclear per si sols, garantiria la seguretat de la recent fundada Xina. A més, volia que la Xina guanyés estatus entre els poders mundials—com ell sentia—no era respectada. A partir d 'això, va decidir posar en pràctica el seu nou pla amb la República de la Xina (actualitat com a Taiwan) com a "Xina". Així, Mao va anunciar la seva decisió de desenvolupar armes estratègiques de la Xina, incloses bombes nuclears i míssils associats per a les seves ogives, durant la trobada del Comitè Central del Partit Comunista Xinès (CPC) celebrada el 15 de gener de 1955. El programa d'armes nuclears xinès va ser designat pel nom de codi de "02".
| « | 我们不但要有更多的飞机大炮，而且还要有原子弹。 在今天这个世界上，我们要不受人家欺侮，就不能没有这个东西。 No només necessitem més avions i canons, també necessitem armes nuclears. En el món avui en dia, per evitar ser assetjats, no podem permetre's no tenir-les. | » |

La Cinquena Acadèmia del Ministeri de Defensa Nacional (国防部第五研究院) va ser fundada el 8 d'octubre de 1956 amb Qian Xuesen com a director, que havia estat expulsat dels Estats Units després d'haver estat acusat de ser comunista durant la Segona Guerra Mundial durant la cacera de bruixes de McCarthy. L'Acadèmia va començar el desenvolupament del primer programa de míssils balístics, aprovat l'1 de març de 1956 i conegut com el primer Pla de dotze anys per a la indústria aeroespacial xinesa.
Després del llançament del primer satèl·lit artificial de la humanitat, l'Spútnik 1, per la Unió Soviètica el 4 d'octubre de 1957, Mao va decidir, durant el Congrés Nacional del CPC el 17 de maig de 1958, fer que la Xina fes el mateix (“我们也要搞人造卫星”)(També hem de desenvolupar el satèl·lit artificial), adoptant el Projecte 581 amb l'objectiu de col·locar un satèl·lit en òrbita per al 1959 per celebrar el desè aniversari de la fundació de la Xina.
Aquest objectiu es podria assolir en tres fases: primer el desenvolupament de coets sonda, llavors llançar petits satèl·lits i, en la fase final, grans satèl·lits.
- La construcció de la primera base de proves de míssils a la Xina, amb el nom de codi Base 20 (西北综合导弹试验基地), va començar a l'abril de 1958 i va entrar en servei el 20 d'octubre del mateix any.
- El primer míssil xinès va ser construït l'octubre de 1958 com una còpia de enginyeria inversa del míssil balístic d'abast mitjà (SRBM) R-2 soviètic, en si mateix una versió actualitzada del coet V-2 alemany. El seu rang era de 590 km, amb un pes de 20,5 tones i propulsat amb oxigen líquid i alcohol.
- El primer coet sonda xinès va ser el T-7, que va ser llançat amb èxit des de la zona de llançament de Nanhui el 19 de febrer de 1960.[14]
- La Xina va començar a desenvolupar míssils balístic d'abast mitjà (MRBM) al juliol de 1960, amb un doble rang del R-2.

Durant les cordials relacions sino-soviètiques dels anys cinquanta, l'URSS es va dedicar en un programa cooperatiu de transferència de tecnologia amb la República Popular de la Xina, en virtut del qual van formar a estudiants xinesos i van proporcionar un petit programa amb un exemplar del coet R-2. Però quan el primer ministre soviètic Nikita Khrusxov va ser denunciat com a revisionista, amb Mao afirmant que hi havia hagut una contrarevolució a la Unió Soviètica i que s'havia restablert el capitalisme, la relació amistosa entre els dos països es va convertir en confrontació. Com a conseqüència, tota l'assistència tecnològica soviètica es va retirar bruscament a partir de la ruptura sinosoviètica de 1960.

### Desenvolupament dels míssils i coets després de la ruptura sino-soviètica
Només 17 dies després que l'últim expert soviètic abandonés la Xina, el primer coet R-2 amb combustible d'origen xinesa va ser llançat amb èxit el 10 de setembre de 1960. A causa de la tensió de la Guerra Freda, Mao va decidir al desembre de 1963 que la Xina desenvoluparia la capacitat del sistema de defensa dels míssils. Durant una conferència celebrada el 2 de febrer de 1964, la directiva 640 (640指示) va ser adoptada (més tard conegut com el Projecte 640).
- El primer llançament amb èxit de la còpia de míssil 1059 SRBM xinès basat en el R-2 es va dur a terme només dos mesos més tard el 5 de novembre de 1960. El míssil també va ser designat DF-1. El primer MRBM DF-2 va ser provat el 21 de març de 1962, però va fracassar.
- El desenvolupament es va continuar amb el redissenyat MRBM DF-2A que es va provar amb èxit el 29 de juny de 1964. Entraria en servei a finals de 1966.
- El primer llançament i recuperació d'un coet sonda T-7A(S1) transportant un experiment biològic (uit ratolins blancs) va ser el 19 de juliol de 1964 des de la Base 603 (安徽广德誓节渡中国科学院六〇三基地.[16]
- La Xina va començar a desenvolupar el programa de míssil balístic intercontinental (MBI) DF-5 a l'agost de 1965. Va ser dissenyat per portar un cap nuclear i té una autonomia màxima 12000 km. El novembre de 1966, es va decidir construir una segona zona de proves de míssils balístics, la Zona de prova de míssils del nord (华北导弹试验场) a la província de Shanxi, a la frontera nord de la Xina.
- El 27 d'octubre de 1966, es va llançar un míssil nuclear DF-2A des de Jiuquan i el cap nuclear de 20 kilotones va explotar a l'alçada de 569 metres sobre l'objectiu a Lop Nor o Base 21 situada a 894 km.
- El 26 de desembre de 1966, la Xina va provar amb èxit el seu primer desenvolupament indígena de míssil balístic d'abast intermedi (IRBM) DF-3. El DF-3 era un míssil d'una sola etapa, d'un sol cap nuclear, amb un rang màxim de 2500 km. El desenvolupament del IRBM DF-4 va començar el 1967 en paral·lel amb el de una única etapa del DF-3.
- Al març de 1967, es va iniciar el desenvolupament del míssil balístic de llançament submarí JL-1 per acompanyar el submarí de míssils balístics (SSBN) Tipus 092 també en desenvolupament.

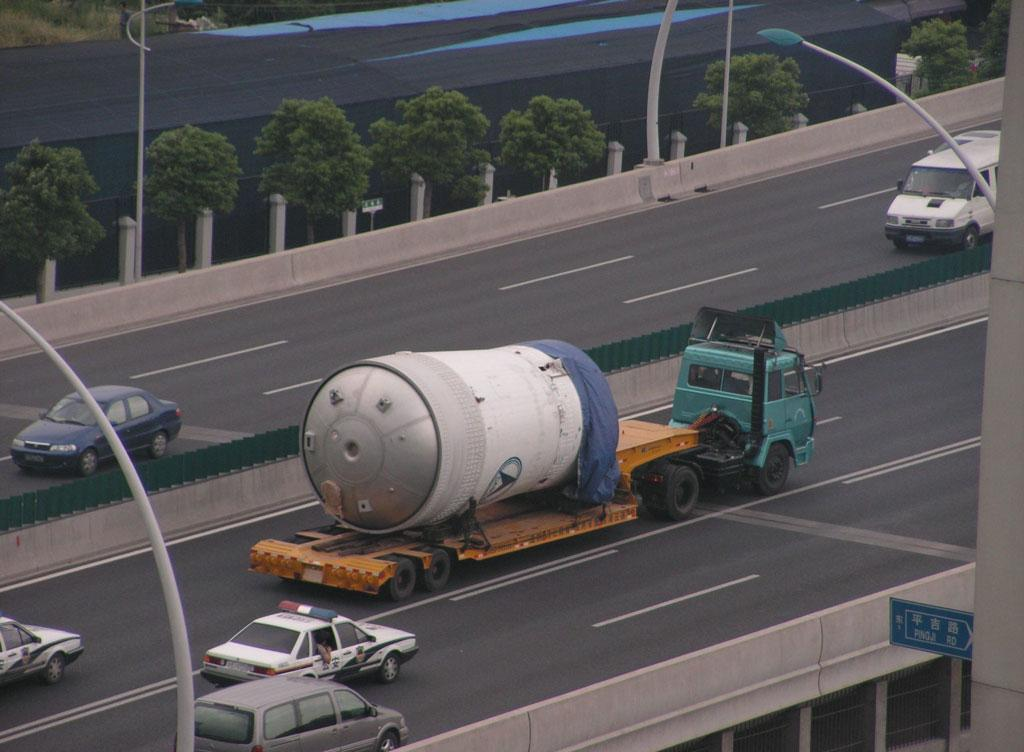
Vehicle de llançament sent transportat per les carreteres a Xangai

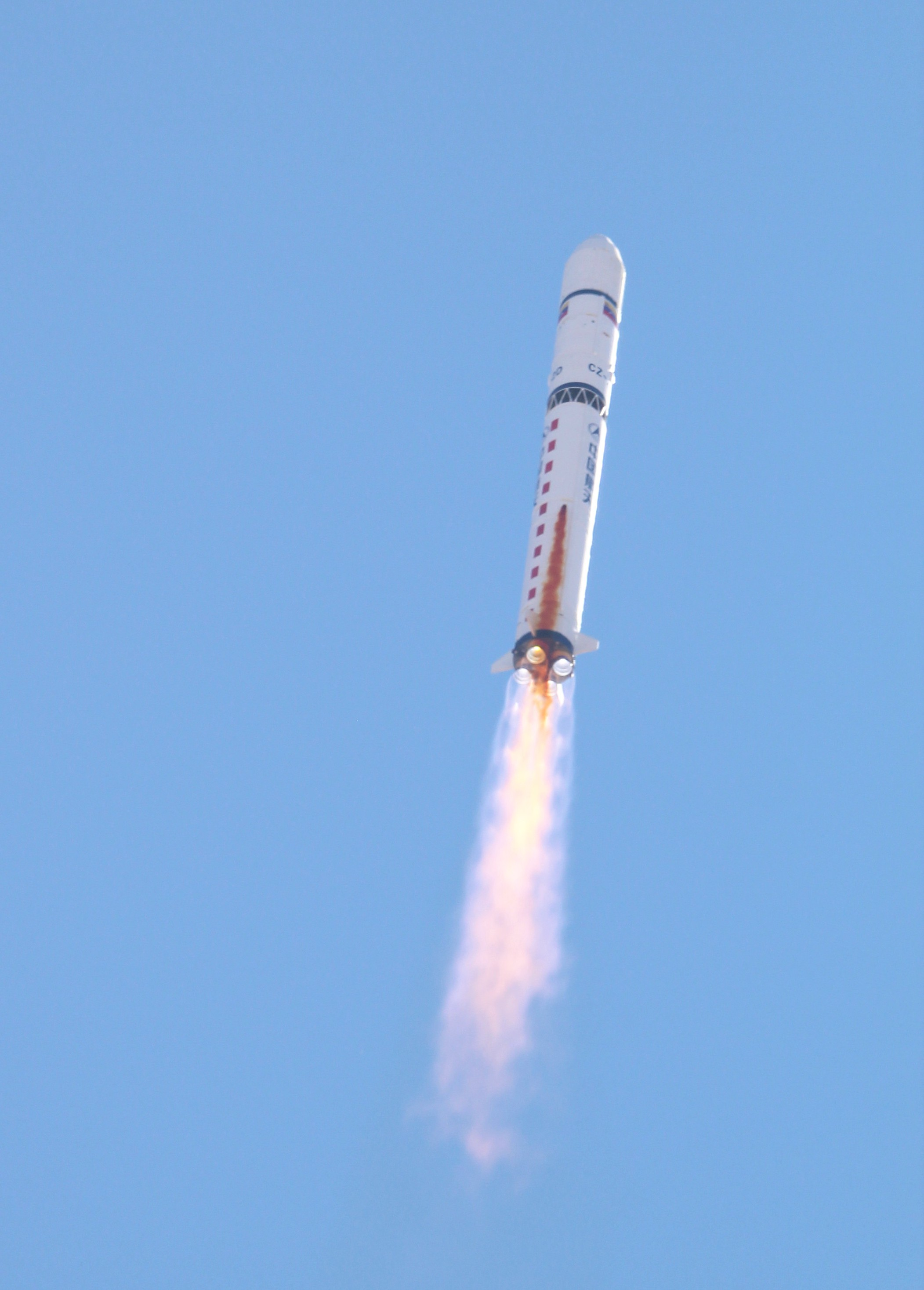
Llarga Marxa 2D enlairant-se en 2012

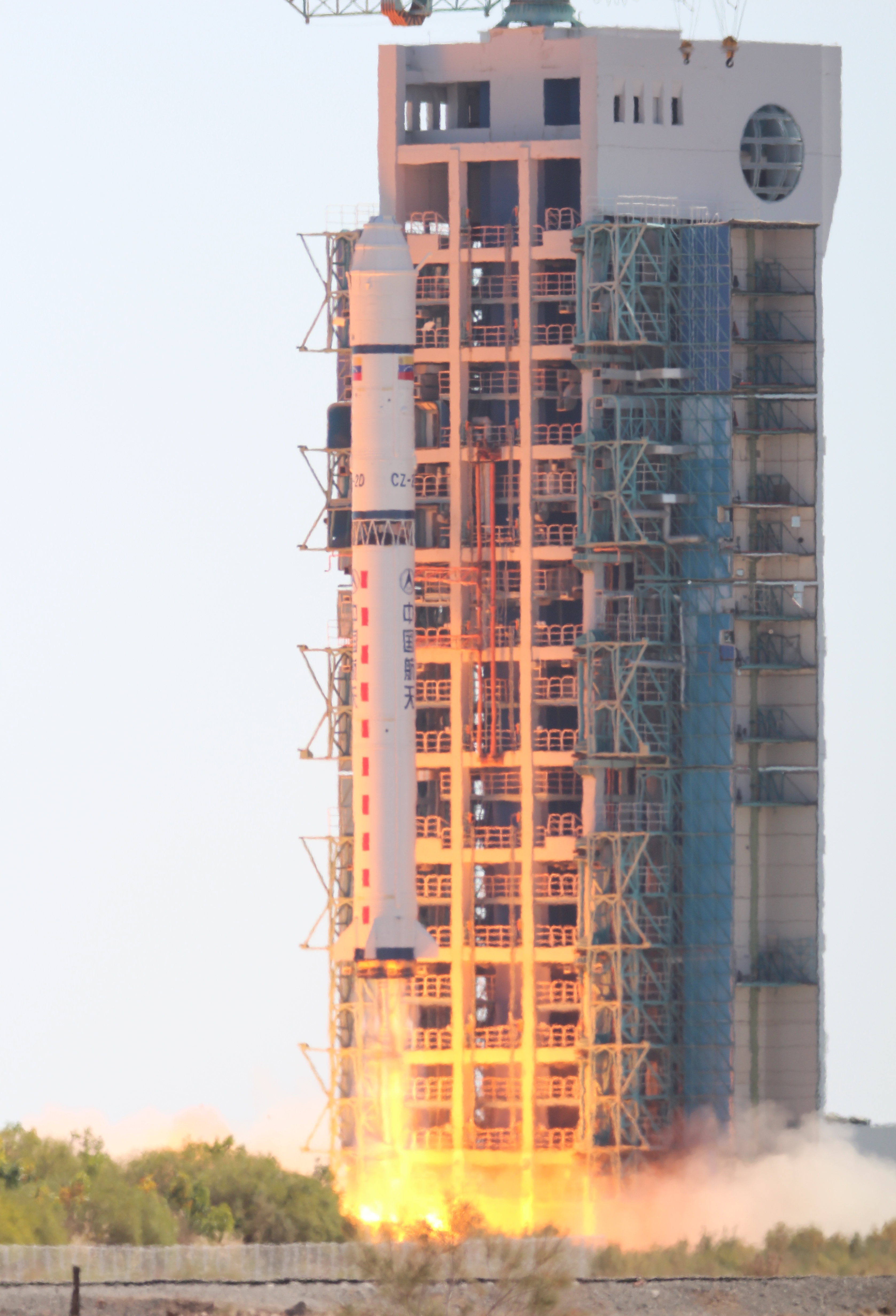
Centre de llançament de satèl·lits de Jiuquan, un dels primers ports espacials xinesos

Quan la cursa espacial entre les dues superpotències va arribar al seu clímax amb la conquesta de la Lluna, Mao i Zhou Enlai van decidir el 14 de juliol de 1967 que la República Popular de la Xina no es quedaria enrere i va iniciar el seu propi programa espacial tripulat.
- La primera nau espacial de la Xina dissenyada per a persones va ser nomenada Shuguang-1 (曙光一号) el gener de 1968.[18] L'Institut Mèdic Espacial de la Xina (航天医学工程研究所) va ser fundat l'1 d'abril de 1968, i la Comissió Militar Central va emetre l'ordre per començar la selecció dels astronautes.
- Com a part de l'esforç de "tercera línia" per traslladar la infraestructura de defensa crítica a un interior relativament remot (lluny de la frontera soviètica), es va decidir construir un nou centre espacial a la regió muntanyenca de Xichang a la província de Sichuan, amb el nom de codi de Base 27.
- El 18 de desembre de 1968 es va llançar amb èxit el DF-3, el primer míssil balístic de rang mitjà amb combustible líquid, que va inaugurar la zona de proves.
- L'agost de 1969, el desenvolupament del primer vehicle de llançament de satèl·lits (SLV) pesat xinès, el Feng Bao 1 (FB-1) (风暴一号, va començar en la Segona Oficina de Indústria Mecànica-Elèctrica de Xangai. El llançador de dos fases de combustible líquid es va derivar de l'MBI DF-5. Només uns mesos més tard, un programa SLV paral·lel de llançadors pesats, també basat en el mateix MBI DF-5 i conegut com a CZ-2, va ser iniciat a Pequín per la Primera Acadèmia Espacial.
- El DF-4 es va utilitzar per desenvolupar el Llarga Marxa-1 SLV. Una nova tercera etapa amb motors de combustible sòlid per a la inserció orbital es va afegir a les dues existents etapes de combustible líquid Àcid nítric/UDMH. Un intent d'utilitzar aquest vehicle per llançar un satèl·lit xinès abans del primer intent del Japó va acabar en fracàs el 16 de novembre de 1969.[19]
- El primer IRBM DF-4 d'una sola ogiva amb dues etapes amb combustible líquid va ser provat amb èxit el 30 de gener de 1970. La incorporació d'una segona etapa va permetre que el míssil augmentés el seu rang a més de 4750 km.
- El segon intent de llançament del satèl·lit el 24 d'abril de 1970 va tenir èxit. Un CZ-1 es va utilitzar per llançar el satèl·lit de 173 kg Dong Fang Hong I (东方红一号, que significa L'Orient és roig I), també conegut com a Mao-1. Va ser el primer satèl·lit més pesat posat en òrbita per una nació, superant les masses combinades dels primers satèl·lits dels altres quatre països anteriors. La tercera etapa del CZ-1 estava especialment equipat amb un reflector solar (观察球) de 40 m² desplegat per la força centrifuga desenvolupat per l'etapa de combustible sòlid d'inserció a l'òrbita. Per tant, la feble magnitud 5 a 8 de lluentor del DFH-1 va fer el satèl·lit (en el millor dels casos) amb prou feines visible amb ull nu, per tant, dramàticament augmentat a una magnitud còmoda de 2 a 3.
- El segon satèl·lit de la Xina va ser llançat amb l'últim CZ-1 SLV el 3 de març de 1971. El satèl·lit de 221 kg ShiJian-1 (SJ-1) estava equipat amb un magnetòmetre i detectors de raigs còsmics/raigs X.
- El primer programa espacial tripulat anomenat Projecte 714, va ser oficialment adoptat l'abril de 1971 amb l'objectiu d'enviar dos astronautes a l'espai el 1973 a bord de la nau Shuguang. El primer procés de cribratge per als astronautes ja havia acabat el 15 de març de 1971, amb 19 astronautes escollits. El programa va ser poc després cancel·lat a causa de l'agitació política.
- Una primera prova de vol de l'MBI DF-5 es va dur a terme l'octubre de 1971.
- El 10 d'agost de 1972, el nou llançador pesat SLV FB-1 va fer el seu vol de prova, amb només èxit parcial.[Cal aclariment]
- El llançador CZ-2A, originalment va ser dissenyat per transportar la nau espacial Shuguang-1, es va provar per primera vegada el 5 de novembre de 1974, portant el primer satèl·lit recuperable de la Xina FSW-0, però va fallar. Després d'alguns treballs de redisseny, el modificat CZ-2C va llançar amb èxit el satèl·lit recuperable FSW-0 No.1 (返回式卫星) a l'òrbita el 26 de novembre de 1975.
- Després de l'expansió, la Zona de Proves de Míssils del Nord es va actualitzar com a base de proves el gener de 1976 per convertir-se en la Base de Proves de Míssils del Nord (华北导弹试验基地) conegut com a Base 25.

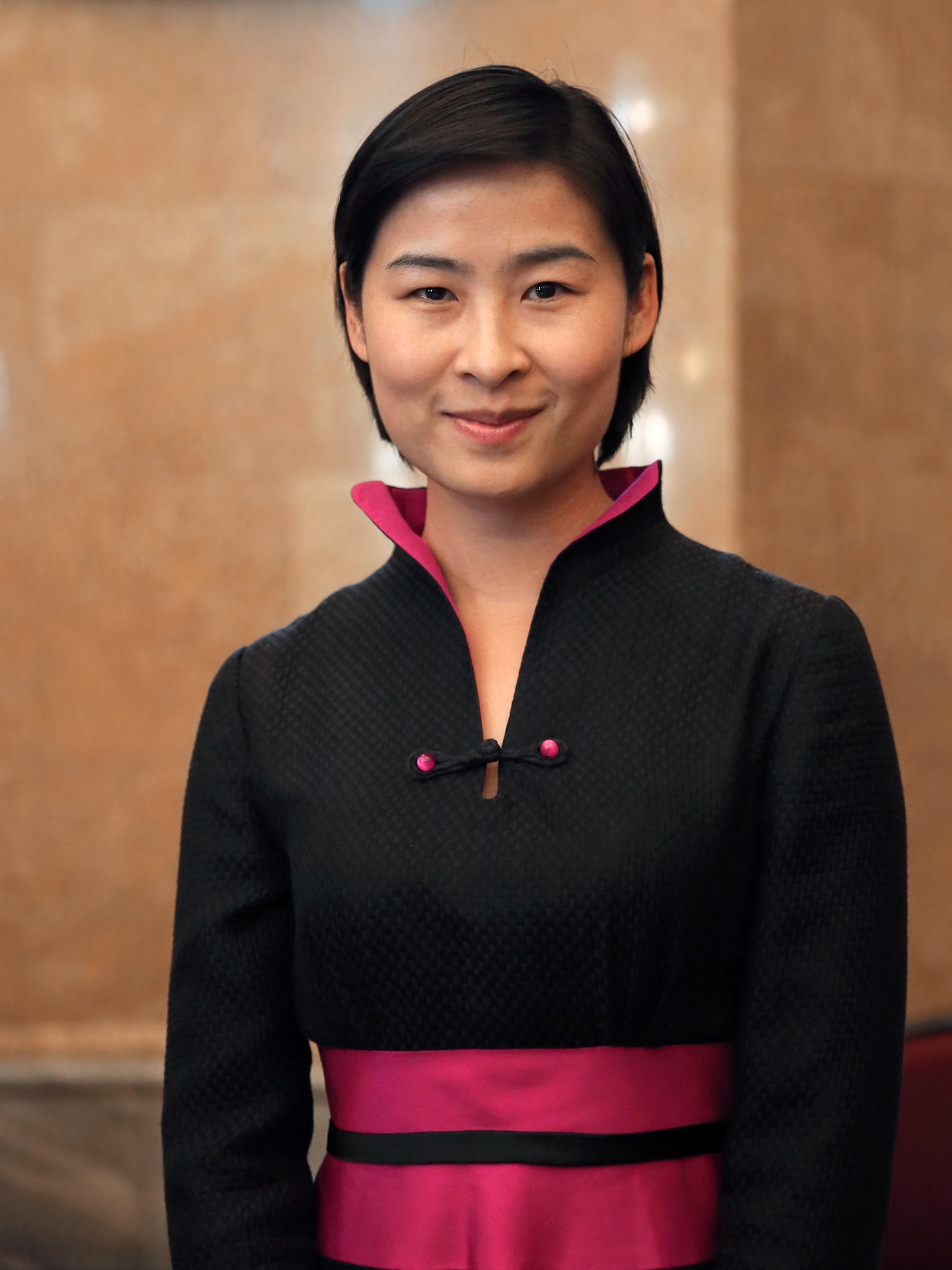
El 2012, Liu Yang es va convertir en la primera dona xinesa a l'espai.

### Després de la mort de Mao Zedong
Després que Mao va morir el 9 de setembre de 1976, el seu rival, Deng Xiaoping, va denunciat durant la Revolució Cultural com a reaccionari i, per tant, obligat a retirar-se de tots els seus càrrecs, va tornar a emergir lentament com a nou líder de la Xina el 1978. Al principi, es va desaccelerar el nou desenvolupament. A continuació, es van cancel·lar certs projectes clau que es consideraven innecessaris—el sistema ABM Fanji, el Xianfeng Anti-Missile Super Gun, el radar de seguiment 7010 de la xarxa d'alerta primerenca d'MBI i el programa làser antimíssils d'alta potència terrestre. No obstant això, es va produir algun desenvolupament.
- El primer vaixell de seguiment espacial de la classe Yuanwang posat en servei el 1979.
- La primera prova completa de l'MBI DF-5 es va dur a terme el 18 de maig de 1980. La càrrega útil va arribar al seu objectiu localitzat a 9300 km en el Pacífic Sud (7° 0′ S, 117° 33′ E / 7.000°S,117.550°E) i recuperat cinc minuts més tard amb helicòpter.
- Més desenvolupament de la sèrie de coets Llarga Marxa va permetre a la Xina iniciar un programa de llançaments comercials el 1985, que des de llavors ha llançat més de 30 satèl·lits estrangers, principalment per a interessos europeus i asiàtics.
- El proper programa espacial tripulat va ser encara més ambiciós i va proposar-se el març de 1986, com a Pla d'astronàutica 863-2. Això consistia en una nau tripulada (Projecte 863-204) usat per transbordar tripulacions d'astronautes a una estació espacial (Projecte 863-205). Diversos dissenys d'avions espacials van ser rebutjats dos anys més tard i es va triar una càpsula espacial més senzilla. Encara que el projecte no va aconseguir els seus objectius, en última instància, evolucionaria cap al Projecte 921 de 1992.
- El Ministeri d'Indústria Aeroespacial va ser fundat el 5 de juliol de 1988.
- El 15 de setembre de 1988, un MBLS JL-1 va ser llançat des d'un submarí tipus 092. El rang màxim del MBLS és 2150 km.

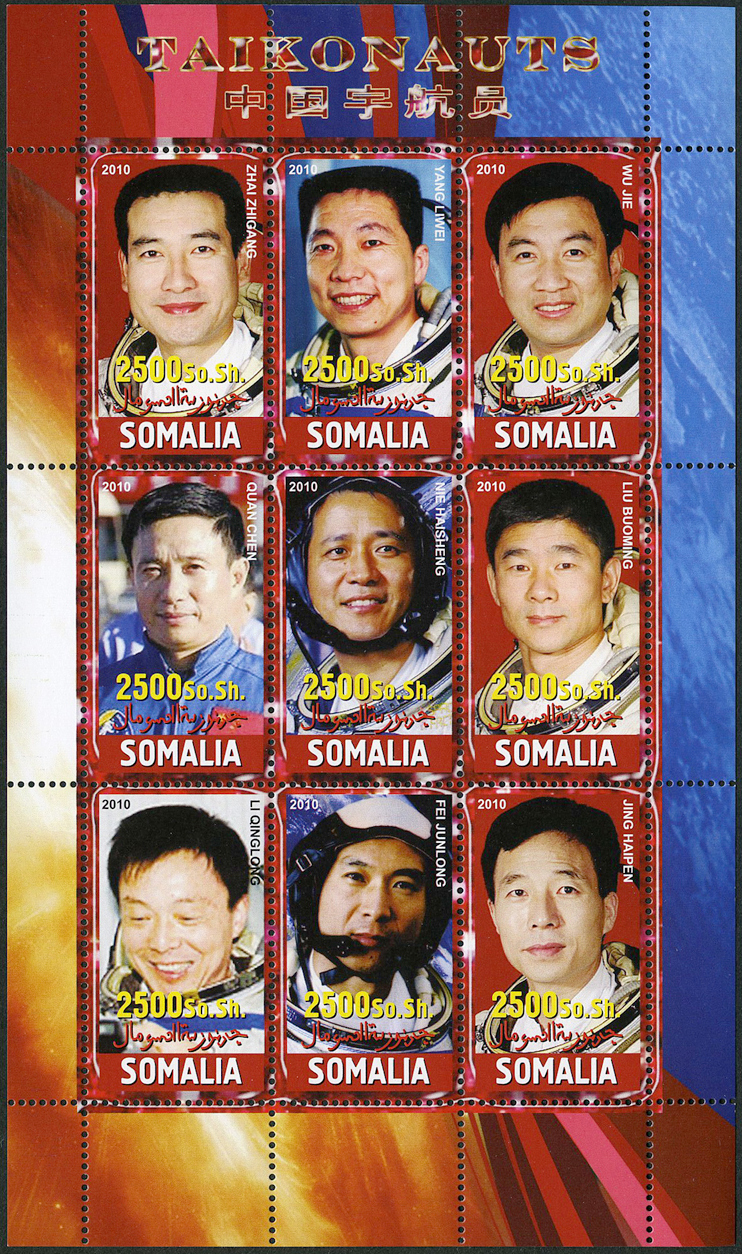
Segells commemoratius somalis de 2010 d'astronautes xinesos

### Després de la Guerra Freda
Al llarg de la política de Deng de reformes capitalistes en l'economia xinesa, la cultura xinesa també va canviar. Per tant, els noms utilitzats en el programa espacial, prèviament escollits per la història revolucionària de la República Popular de la Xina, es van substituir aviat per místics religiosos. Per tant, la nova sèrie de coets Llarga Marxa van passar a ser anomenats Fletxa divina (神箭), les naus espacials Vaixell diví (神舟), l'avió espacial Drac diví (神龙), làser d'alta potència terrestre Llum divina (神光) and supercomputer Divine might (神威).
- Al juny de 1993, la Corporació de la Indústria Aeroespacial de la Xina (Oficina Nacional Espacial) va ser fundada a Pequín.
- El 15 de febrer de 1996, durant el vol del primer coet pesat Llarga Marxa 3B transportant el Intelsat 708, el coet va desviar-se immediatament després de sortir de la plataforma de llançament, impactant 22 segons més tard. Es va estavellar a 1,85 km de la plataforma de llançament en un poble de muntanya proper.
- En el cinquantè aniversari de la fundació de la República Popular de la Xina, es va llançar la nau espacial Shenzhou 1 el 20 de novembre de 1999 i es va recuperar després d'un vol de 21 hores. El país es va convertir en el tercer amb un exitós programa espacial tripulat enviant un astronauta a l'espai a bord de la Shenzhou 5 el 15 d'octubre de 2003 durant més de 21 hores.

Des de llavors, la Xina s'ha centrat en l'exploració extraterrestre que comença amb la Lluna. El primer orbitador lunar robòtic del programa xinès d'exploració lunar, el Chang'e 1, va ser llançat amb èxit el 24 d'octubre de 2007, convertint la Xina en la cinquena nació en orbitar la Lluna amb èxit. Des de llavors, la Xina ha ampliat significativament el seu programa espacial, no només desenvolupant un programa lunar amb múltiples naus espacials, sinó també assolint èxits remarcables com l'arribada a Mart amb la nau Tianwen-1 i la finalització de la seva nova Gran Estació Espacial.

## Programa espacial xinès i comunitat internacional

### Tecnologies de doble ús i espai ultraterrestre
La Xina és membre de la Comissió de l'Espai de les Nacions Unides i signatari per a tots tractats i convencions espacials de les Nacions Unides, a excepció de l'impopular Tractat de la Lluna de 1979. El govern dels Estats Units ha estat durant molt de temps resistent a l'ús dels serveis de llançament de la Xina per part de la indústria estatunidenca a causa de les preocupacions sobre la suposada transferència de tecnologia civil que podria tenir aplicacions militars de doble ús a països com ara Corea del Nord, Iran o Síria, i va anunciar un embargament oficial contra la Xina l'any 2000. Així, s'han adoptat mesures de represàlies financeres en moltes ocasions contra diverses empreses espacials xineses.

### Política d'exclusió xinesa de la NASA
Per motius de seguretat, tots els investigadors de la National Aeronautics and Space Administration (NASA) estan prohibits de treballar amb ciutadans xinesos afiliats a una empresa o entitat estatal xinesa. A l'abril de 2011, el 112è Congrés dels Estats Units va prohibir que la NASA utilitzés els seus fons per allotjar visitants xinesos a les instal·lacions de la NASA. El març de 2013, el Congrés dels EUA va aprovar una llei que prohibia als ciutadans xinesos d'entrar a les instal·lacions de la NASA.

## Organització
Inicialment es va organitzar el programa espacial de la República Popular de la Xina sota l'Exèrcit Popular d'Alliberament, particularment el Segon Cos d'Artilleria. Tanmateix, en la dècada de 1990, la Xina va reorganitzar el programa espacial com a part d'una reorganització general de la indústria de defensa per fer que s'assemblés a la indústria de defensa occidental.
L'Administració Espacial Nacional de la Xina, una agència dins de la Comissió de Ciència, Tecnologia i Indústria per a la Defensa Nacional actualment dirigida per Sun Laiyan, ara és responsable dels llançaments. El coet Llarga Marxa és produït per l'Acadèmia Xinesa de Tecnologia de Vehicles de Llançament, i els satèl·lits són produïts per la Corporació Ciència Aeroespacial i Tecnologia de la Xina. Aquestes últimes organitzacions són empreses públiques; no obstant això, la intenció del govern de la Xina és que l'estat no hagi de gestionar de manera activa i que es comporti de manera semblant a les a empreses privades a Occident.

### Universitats i instituts
El programa espacial també té vincles estrets amb:
- Facultat de Ciència i Enginyeria Aeroespacial, Universitat Nacional de Tecnologia de Defensa
- Escola d'Astronàutica, Universitat de Beihang
- Escola Aeroespacial, Universitat de Tsinghua
- Escola d'Astronàutica, Universitat Politècnica del Nord-oest
- Escola d'Aeronàutica i Astronàutica, Universitat de Zhejiang
- Institut de Ciència i Tecnologia Aeroespacial, Universitat de Shanghai Jiaotong
- Facultat d'Aeronàutica, Institut de Tecnologia de Harbin
- Escola d'Automàtica i Enginyeria Elèctrica, Universitat de Beihang

### Ciutats espacials
- Ciutat espacial de Dongfeng (东风航天城)，també coneguda com a Base 20 (二十基地) o base de Dongfeng (东风基地)[30]
- Ciutat espacial de Pequín (北京航天城)
- Ciutat espacial de Wenchang (文昌航天城)
- Ciutat espacial de Xangai (上海航天城)
- Ciutat espacial de Yantai (烟台航天城)[31][32]
- Parc Industrial Aeroespacial de Guizhou (贵州航天高新技术产业园), també coneguda com a Base 061 (航天〇六一基地), fundada el 2002 després de l'aprovació del Projecte 863 per a la industrialització de centres d'investigació aeroespacial (“国家863计划成果产业化基地”).[33]

### Zones de llançament suborbitals
- Nanhui (南汇县老港镇东进村) Primer llançament amb èxit d'un coet sonda T-7M el 19 de febrer de 1960.[14]
- Base 603 (安徽广德誓节渡中国科学院六〇三基地) també coneguda com a Zona de llançament de Guangde (广德发射场).[34] El primer vol d'èxit d'un experiment biològic a bord d'un coet sonda T-7A(S1) transportant vuit ratolins blancs va ser llançat i recuperat el 19 de juliol de 1964.[35]

### Centres de llançament de satèl·lits
La Xina opera 4 centres de llançament de satèl·lits:
- Centre de llançament de satèl·lits de Jiuquan (JSLC)
- Centre de llançament de satèl·lits de Xichang (XSLC)
- Centre de llançament de satèl·lits de Taiyuan (TSLC)
- Centre de llançament de satèl·lits de Wenchang (WSLC)

### Centres de control
- Centre de comandament i control aeroespacial de Pequín (BACCC)
- Centre de control i monitorització de satèl·lits de Xian (XSCC) també conegut com a Base 26（二十六基地）
- Flota de sis vaixells de seguiment de la classe Yuanwang.[36]
- Satèl·lit de relé de dades (数据中继卫星) Tianlian I (天链一号), especialment desenvolupat per disminuir el temps de comunicació entre la nau espacial Shenzhou 7 i el control de terra; també millora la quantitat de dades que es poden transferir. La cobertura d'òrbita actual del 12 per cent s'incrementarà fins a un total de prop del 60 per cent.[37][38]
- Xarxa de seguiment d'espai profund composta amb antenes de ràdio a Pequín, Xangai, Kunming i Ürümchi, formant un VLBI de 3000 km（甚长基线干涉）.[39]

#### Estacions de seguiment domèstiques
- Noves estacions terrestres integrades de xarxa de control i comandament espacial, formant un gran triangle amb Kashi al nord-oest de la Xina, Jiamusi al nord-est i Sanya al sud.[40]
- Estació de Weinan
- Estació de Changchun
- Estació de Qingdao
- Estació de Zhanyi
- Estació de Nanhai
- Estació de Tianshan
- Estació de Xiamen
- Estació de Lushan
- Estació de Jiamusi
- Estació de Dongfeng
- Estació de Hetian

#### Estacions de seguiment a l'exterior
- Estació de Karachi, al Pakistan
- Estació de Tarawa, Kiribati (desmuntada el 2003)[41]
- Estació de Malindi
- Estació de seguiment de Swakopmund a Namíbia

A més, hi ha instal·lacions de seguiment espacials compartits amb França, Brasil, Suècia i Austràlia.

### Zones d'aterratge amb tripulació
- Siziwang Banner

## Programes de vol espacial tripulat

### Projecte 714
Quan la Cursa Espacial entre les dues superpotències va arribar al seu clímax amb l'arribada a la Lluna, Mao Zedong i Zhou Enlai van decidir el 14 de juliol de 1967 que la República Popular de la Xina no es quedaria enrere i, per tant, van iniciar el propi programa espacial tripulat de la Xina. El projecte 714 del més alt secret va tenir com a objectiu posar a dues persones a l'espai el 1973 amb la nau espacial Shuguang. Dinou pilots de la Força Aèria de l'Exèrcit Popular d'Alliberament van ser seleccionats per a aquest objectiu el març de 1971. La nau espacial Shuguang-1 havia de ser llançada amb el coet CZ-2A dissenyat per portar una tripulació de dues persones. El programa va ser cancel·lat oficialment el 13 de maig de 1972 per raons econòmiques, encara que la política interna de la Revolució Cultural probablement va motivar la seva finalització.
El segon programa de tripulació de curta durada es va basar en l'execució satisfactòria de la tecnologia de l'aterratge (tercera del món després de l'URSS i els Estats Units) per satèl·lits FSW. Es va anunciar diverses vegades el 1978 amb la publicació oberta d'alguns detalls, incloent fotografies, però es va cancel·lar bruscament el 1980. Es va argumentar que el segon programa va ser creat únicament per a propòsits de propaganda, i mai va ser destinat a produir resultats.

### Projecte 863
Un nou programa espacial tripulat va ser proposat per l'Acadèmia Xinesa de les Ciències al març de 1986, com a Pla d'astronàutica 863-2. Es tractava d'una nau tripulada (Projecte 863-204) que es feia servir per transportar tripulacions d'astronautes a una estació espacial (Projecte 863-205). Al setembre d'aquell any, els mitjans de comunicació xinesos van presentar astronautes en formació. Les diverses naus creades van ser, en la seva majoria, avions espacials. El projecte 863 es va convertir en el Projecte 921 de 1992.

### Projecte 921 (Shenzhou)

#### Naus espacials
El 1992 es va autoritzar i finançar la primera fase del Projecte 921, que era un pla per llançar una nau tripulada. El programa Shenzhou tenia quatre vols de prova no tripulats i dues missions tripulades. El primer va ser Shenzhou 1 el 20 de novembre de 1999. El 9 de gener del 2001 el Shenzhou 2 va ser llançat portant animals com a prova. Shenzhou 3 i Shenzhou 4 es van llançar el 2002, portant maniquís de prova. Després d'això va venir el reeixit Shenzhou 5, la primera missió tripulada de la Xina a l'espai el 15 d'octubre de 2003, que va dur a Yang Liwei en òrbita durant 21 hores i va convertir la Xina en la tercera nació en situar una persona en òrbita. Shenzhou 6 va seguir dos anys després, finalitzant la primera fase del Projecte 921. Es van llançar les missions amb el coet Llarga Marxa 2F des del Centre de Llançament de satèl·lits de Jiuquan. L'Oficina d'Enginyeria Espacial Tripulada de la Xina va proporcionar suport tècnic i d'enginyeria per a les missions tripulades Shenzhou.

#### Laboratori espacial
La segona fase del Projecte 921 va començar amb el Shenzhou 7, la primera missió espacial de la Xina. Després, es van planificar dues missions tripulades al primer laboratori espacial xinès. La Xina inicialment va dissenyar la nau espacial Shenzhou amb tecnologies d'acoblament importats de Rússia, per tant, compatibles amb l'Estació Espacial Internacional (EEI). El 29 de setembre de 2011, la Xina va llançar el Tiangong 1. Aquest mòdul va ser destinat a ser el primer pas per provar la tecnologia requerida per a una estació espacial planificada.
El 31 d'octubre de 2011, un coet Llarga Marxa 2F va enlairar la nau espacial Shenzhou 8 sense tripulació que es va acoblar dues vegades amb el mòdul Tiangong 1. La nau Shenzhou 9 va partir el 16 de juny de 2012 amb tres tripulants. Va atracar amb èxit el laboratori Tiangong-1 el 18 de juny de 2012, a les 06:07 UTC, esdevenint la primera nau espacial tripulada de la Xina en acoblar-se. Una altra missió tripulada, Shenzhou 10, va ser llançada l'11 de juny de 2013. El mòdul Tiangong 1 va ser desorbitat el 2 d'abril de 2018.
Un segon laboratori espacial, Tiangong 2, va ser llançat el 15 de setembre de 2016, 22:04:09 (UTC+8). La massa de llançament va ser de 8.600 kg, amb una longitud de 10,4 m i una amplada de 3,35 m, igual que el Tiangong 1. Shenzhou 11 va ser llançat i va sobrevolar la Tiangong 2 a l'octubre de 2016, amb una nova missió no confirmada Shenzhou 12 en el futur. El Tiangong 2 va transportar el detector de raigs gamma POLAR, una distribució clau quàntica espai-terra i un experiment de comunicacions làser que s'utilitzarà conjuntament amb els ‘satèl·lits de la ciència quàntica’ Mozi, un experiment de convecció termocapilar de pont líquid i un experiment de material espacial. També es va incloure un altímetre estereoscòpic de microones, un experiment de creixement de planta espacial i un espectròmetre d'espectre ample de múltiples angles i un espectròmetre d'imatges multipantals. A bord, el TG-2 també hi va haver el primer rellotge de tipus atòmic espacial.

#### Estació espacial

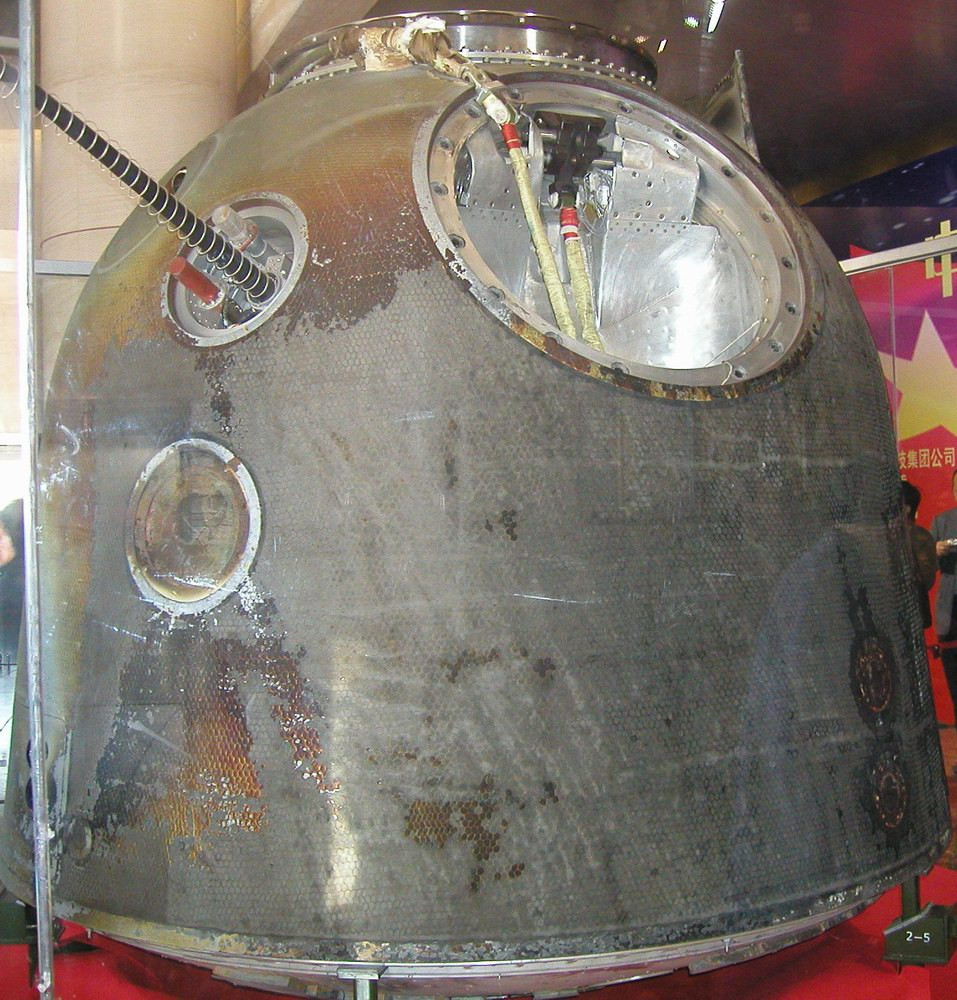
Mòdul de reentrada de la Shenzhou 5

Una estació espacial permanent bàsica més gran (基本型空间站) és la tercera i última fase del Projecte 921. Es tracta d'un disseny modular amb un pes final d'unes 60 tones, que es completarà abans del 2020. La primera secció, designada Tiangong 3, està programada per al seu llançament després Tiangong 2. Tiangong 3 pesa 22 tones i amb 18,1 metres de longitud. Els mòduls addicionals es connectaran en diverses missions per construir l'estació espacial.
Això també podria ser el començament de la cooperació internacional de la Xina, l'existència de la qual es va donar a conèixer oficialment per primera vegada després del llançament Shenzhou 7.
L'estació espacial xinesa està prevista que es completi l'any 2020.

### Nau tripulada de nova generació
La nau tripulada de nova generació (新一代 载人 飞船, nom provisional) és un nou tipus de nau espacial tripulada d'espai profund que es troba en les seves últimes etapes de desenvolupament a Març 2020. Ha estat ideada tant per donar servei a la nova gran estació espacial modular xinesa com per realitzar exploracions a la Lluna i altres llocs. El primer vol de prova està planejat per a abril o maig de 2020 a bord d'un coet pesat Llarga Marxa 5B.

### Proposta d'exploració lunar
Al febrer de 2004, la República Popular de la Xina va iniciar formalment la seva fase d'implementació del projecte d'exploració robòtica de la Lluna. Segons Sun Laiyan, administrador de l'Administració Espacial Nacional de la Xina, el projecte implica tres fases: orbitar la Lluna; aterratge; i retorn de mostres. La primera fase va ser la de gastar 1.400 milions de renminbi (aprox. 170 milions de dòlars) per orbitar un satèl·lit a la Lluna abans de 2007, que està en curs. La segona fase va consistir a enviar un mòdul de descens abans de 2010. La tercera fase va consistir a recollir mostres de sòl lunar abans de 2020.
El 27 de novembre de 2005, el comandant adjunt del programa de vol espacial tripulat va anunciar que la Xina planejava completar una estació espacial i una missió tripulada a la Lluna per a l'any 2020, assumint que el govern aprovés el finançament.
El 14 de desembre de 2005, es va informar "l'esforç per llançar satèl·lits en òrbita lunar serà suplantat el 2007 per un programa dirigit a realitzar un aterratge lunar no tripulat. Un programa per retornar vehicles espacials no tripulats de la lluna començarà el 2012 i durarà cinc anys, fins que el programa tripulació es posi en marxa" el 2017, amb un allunatge tripulat un temps després d'això.
No obstant això, la decisió de desenvolupar un coet lunar totalment nou del tipus UR-700M soviètic de 1962 (Projecte Aelita) capaç de llançar una càrrega de 500 tones a LTO i un més modest de 50 tones de càrrega LTO ha estat discutida en una conferència de 2006 per l'acadèmic Zhang Guitian (张贵田), especialista en motors de coets de combustible líquid, que va desenvolupar els motors dels coets CZ-2 i CZ-4A.
El 22 de juny de 2006, Long Lehao, l'arquitecte en cap adjunt del projecte de la sonda lunar, va establir un calendari per a l'exploració lunar de la Xina. Va establir l'any 2024 com la data del primer allunatge tripulat de la Xina.
Al setembre de 2010, es va anunciar que el país va planejar realitzar exploracions a l'espai profund enviant un home a la Lluna per a l'any 2025. La Xina també volia portar una mostra de la Lluna a la Terra el 2017 i posteriorment construir un observatori sobre la superfície de la Lluna. Ye Peijian, Comandant en cap del programa Chang'e i acadèmic a l'Acadèmia Xinesa de les Ciències, va afegir que la Xina té "capacitat total per dur a terme l'exploració de Mart el 2013."
El 14 de desembre de 2013 el Chang'e 3 es va convertir en el primer objecte a realitzar un aterratge suau a la Lluna des de la Luna 24 el 1976.
Tal com indica la insígnia del programa d'exploració lunar xinesa, denotat per un ideograma cal·ligràfic de la Lluna (月) en forma d'una lluna creixent, amb dos petjades humanes al centre, l'objectiu final del programa és establir una presència humana permanent en el satèl·lit natural de la Terra.
Yang Liwei va declarar en el 16è Simposi Humà a l'Espai de l'Acadèmia Internacional d'Astronàutica (IAA) a Pequín, el 22 de maig del 2007, que construir una base lunar és un pas crucial per realitzar un vol cap a Mart i els planetes més llunyans.
A les fases de recerca preparatòries, no va ser anunciat cap programa oficial de la Lluna creat per les autoritats. Però la seva existència és tanmateix revelada per filtracions intencionals regulars als mitjans de comunicació. Un exemple típic és el vehicle lunar (月球车) que es va mostrar en un canal de televisió xinès (东方卫视) durant les celebracions del Dia Internacional dels Treballadors del 2008.

### Missions a Mart i més enllà
Sun Laiyan, administrador de l'Administració Espacial Nacional de la Xina, va dir el 20 de juliol de 2006 que la Xina començaria a aprofundir en l'exploració espacial de Mart durant els propers cinc anys, durant el període del programa de l'onzè pla quinquennal (2006–2010).
El primer programa exploració de Mart podia tenir lloc fins al 2033, seguit d'una fase de tripulació el 2040-2060. L'estudi de 2011 Mars 500 va preparar aquesta missió tripulada.
D'altra banda, per fer que el vol tripulat a l'espai profund cap a Mart sigui més segur, un sistema de pronòstic de meteorologia espacial seria completat fins al 2017 amb la missió dels satèl·lits Kuafu situats en el punt de Lagrange L1.
El dissenyador en cap de la nau espacial Shenzhou va afirmar el 2006 en una entrevista que:
| «                           | 搞航天工程不是要达成升空之旅， 而是要让人可以正常在太空中工作， 为将来探索火星、土星等作好准备。 La realització de programes espacials no té com a finalitat l'enviament dels humans a l'espai per se, sinó que permet que els humans treballin en l'espai amb normalitat, preparant-se també per a la futura exploració de Mart, Saturn i més enllà. | » |
| — Acadèmic del CAS Qi Faren | |   |

### Energia solar espacial
Segons la presentació de l'Acadèmia de Tecnologia Espacial de la Xina (CAST) al Congrés Internacional de Desenvolupament Espacial de 2015 a Toronto, Canadà, l'interès xinès en l'energia solar espacial va començar en el període 1990-1995. El 2011 hi va haver una proposta per a un programa nacional, amb personalitats com el professor pioner Wang Xiji, que va advertir en un article del Ministeri de Ciència i Tecnologia que "la Xina havia construït una sòlida base industrial, adquirí la tecnologia suficient i tenia prou diners per dur a terme el projecte espacial més ambiciós de la història. Una vegada completada, l'estació solar, amb una capacitat de 100MW, abastaria com a mínim un quilòmetre quadrat, deixant petita l'Estació Espacial Internacional i convertint-se en l'objecte artificial més gran de l'espai" i "va advertir que si no actuava ràpidament, la Xina deixaria que altres països, en particular els Estats Units i el Japó, prenguessin el lideratge i ocupessin posicions estratègicament importants a l'espai." Global Security cita en el Journal of Rocket de 2011-01 la necessitat de llançar més de 620 sistemes de llançament pesat Llarga Marxa-9 (CZ-9) per a la construcció d'una central d'energia solar orbital amb una capacitat de 10.000 MW amb una masa de 50.000 tones.

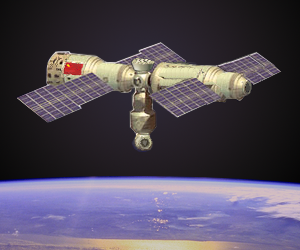
Impressió artística de l'estació espacial xinesa

El 2013 hi havia un objectiu nacional, això "l'estat ha decidit que l'energia provinent de fora de la terra, com l'energia solar i el desenvolupament d'altres recursos energètics espacials, serà la futura direcció de la Xina" i es va identificar el següent full de ruta: "En el 2010, CAST acabarà el disseny del concepte; el 2020, finalitzarem les proves de nivell industrial de la construcció en òrbita i les transmissions sense fils. El 2025 completarem la primera demostració del SPS de 100kW en LEO; i en 2035, el SPS de 100MW tindrà capacitat de generació elèctrica. Finalment, el 2050, es posarà en funcionament el primer sistema SPS de nivell comercial en GEO." L'article va continuar afirmant que "Atès que el desenvolupament del SPS serà un gran projecte, es considerarà equivalent a un programa Apollo per a l'energia. A la dècada del segle passat, la posició capdavantera d'Amèrica en ciència i tecnologia a tot el món estava indissolublement vinculada als avenços tecnològics associats amb l'aplicació del programa Apollo. De la mateixa manera, com els assoliments actuals de la Xina en tecnologia aeroespacial es basen en la generació successiva de projectes de satèl·lits a l'espai, la Xina farà servir les seves capacitats en la ciència espacial per assegurar el desenvolupament sostenible de l'energia des de l'espai."
El 2015, l'equip de CAST va guanyar el concurs internacional de disseny SunSat amb el seu video d'un concepte de junta multigiratòria. El disseny va ser presentat amb detall en un document per a la revista Online Journal of Space Communication.
El 2016, el Lt Gen. Zhang Yulin, cap adjunt del departament de desenvolupament d'armament de la Comissió Militar Central de l'Exèrcit Popular d'Alliberament, va suggerir que la Xina començaria a explotar l'espai Terra-Lluna per al desenvolupament industrial. L'objectiu seria la construcció de satèl·lits d'energia solar basats a l'espai que transmetrien l'energia a la Terra.

## Objectius
L'Administració Nacional Espacial de la Xina va declarar que els seus objectius a llarg termini són:
- Milloreu la seva posició al món de la ciència espacial
- Establir una estació espacial tripulada
- Missions tripulades a la Lluna[77]
- Establir una base lunar tripulada[78]
- Missió no tripulades a Mart
- Explotar l'espai de la Terra-Lluna per al desenvolupament industrial. L'objectiu seria la construcció de satèl·lits de generació d'energia solar que enviaria energia a la Terra.[1][2]

## Llista de projectes

### Satèl·lits i ciència
- Arma contra satèl·lits petits i nano desenvolupat per l'Institut de Recerca per a Satèl·lits Petits de l'Acadèmia Xinesa de Tecnologia Espacial.[79]
- La missió Double Star va compondre de dos satèl·lits llançats el 2003 i 2004, conjuntament amb l'Agència Espacial Europea, per estudiar la magnetosfera de la Terra.[80]
- Sèrie de satèl·lits de reconeixement, observació de la Terra i teledetecció: CBERS, programa Dongfanghong, Fanhui Shi Weixing, Yaogan i Ziyuan 3.
- Tianlian 2 (天链二号) sistema relé de dades per satèl·lit (DRS) de nova generació, basat en el bus de satèl·lit DFH-4, amb dos satèl·lits que ofereixen un 85% de cobertura.[81]
- Sistema de navegació per satèl·lit Beidou o sistema de navegació per satèl·lit Compass, compost de 60 a 70 satèl·lits, durant el període del "onzè pla quinquennal" (2006–2010).[82]
- Investigació d'astrofísica, amb el llançament del Telescopi Solar Espacial més gran del món el 2008, i el Project 973 del Telescopi de Modulació de Raigs X Durs (硬X射线调制望远镜HXMT) el 2010,[83] finalment llançat el 2017.[84]
- Els satèl·lits de pronòstic de meteorologia espacial de la missió Kuafu van ser planejats completar-se el 2017.[68] No obstant això, a causa de la retirada primer per part de Canadà i després de l'ESA, el projecte es va ajornar indefinidament.[85]
- La Xarxa de Seguiment de l'Espai Profund amb la finalització del FAST, l'antena de ràdio de 500 mel de plat únic més gran del món a Guizhou, i una antena VLBI de 3000 km.[86]
- Una missió a l'estil Deep Impact per provar el procés de reorientar la direcció d'un asteroide o un cometa.[87]

### Centre de llançament de satèl·lits
- Centre de llançament de satèl·lits de Wenchang: El quart centre espacial i més al sud, s'actualitzarà per satisfer els nous vehicles de llançament d'un sol ús CZ-5 pesats i les missions lunars tripulades.

### Vehicles de llançament
- LM-5D

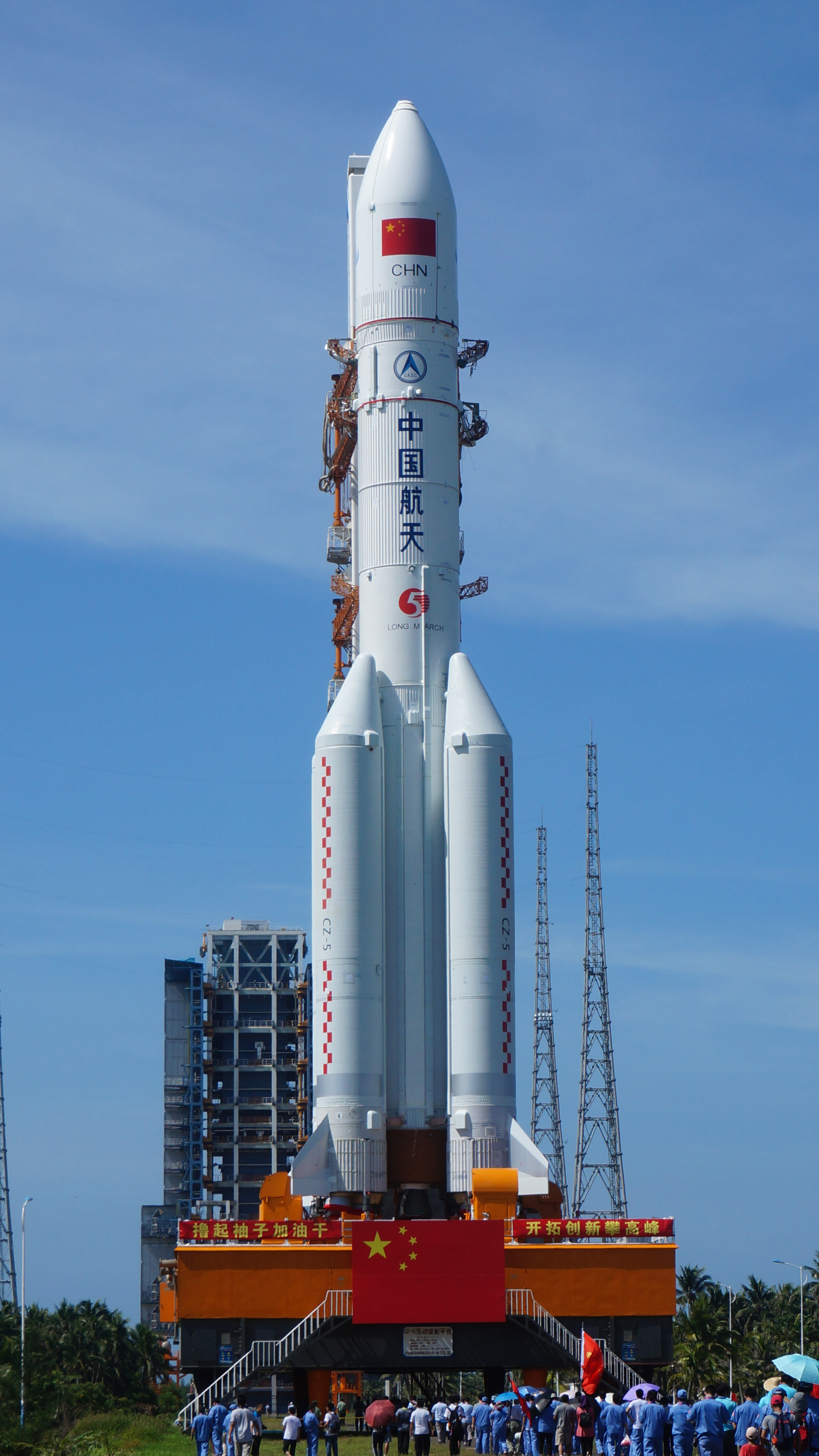
Sistema de llançament pesat Llarga Marxa 5

- Vehicle de llançament de satèl·lits des de l'aire capaç de col·locar una càrrega útil de 50 quilograms a més 500 km SSO[88]
- Kaituozhe-2
- Kaituozhe-1 (开拓者一号), KT-1A (开拓者一号甲), KT-2 (开拓者二号), KT-2A (开拓者一二甲) Nova classe de vehicles de llançament orbital de combustible totalment sòlid
- Kaituozhe-1B (开拓者一号乙) amb l'addició de dos acceleradors sòlids[89]
- CZ-1D: basat en el CZ-1 però amb una nova segona etapa de N2O4/UDMH
- CZ-2E(A): destinat al llançament dels mòduls de l'estació espacial xinesa. Capacitat de càrrega útil de fins a 14 tones a LEO i una empenta de 9000 (kN) desenvolupada per 12 motors de coets, amb carenat engrandit de 5,20 m de diàmetre i una longitud de 12,39 m per allotjar grans naus espacials[90]
- CZ-2F/G: modificació del CZ-2F sense torre d'escapament, especialment utilitzat per llançar missions no tripulades com el mòdul de càrrega Shenzhou i el laboratori espacial amb capacitat de càrrega útil fins a 11,2 tones en LEO[91]
- CZ-3B(A): coet de més potència utilitzant motors de propulsió líquida de gran grandària, amb capacitat de càrrega útil de fins a 13 tones en LEO
- CZ-3C: vehicle de llançament combinant el nucli del CZ-3B amb dos acceleradors del CZ-2E
- Chang Zheng 5 ELV de segona generació amb combustibles més eficients i no tòxics (25 tones en LEO)
- Chang Zheng 6 és un vehicle de llançament petit, amb un curt període de preparació de llançaments, de baix cost i alta fiabilitat, per satisfer la necessitat de llançar petits satèl·lits de fins a 500 kg a 700 km SSO, primer vol per al 2010; amb Fan Ruixiang (范瑞祥) com a dissenyador principal del projecte[92][93][94]
- Chang Zheng 7 utilitzat per a la fase 4 del programa d'exploració lunar (嫦娥-4 工程), que és una base permanent (月面驻留) previst per al 2024; un sistema ELV pesat de segona generació per a la injecció de trajectòria lunar i espai profund (70 tones en LEO), capaç de suportar una missió d'allunatge a l'estil L1/L3 soviètic[95]
- Projecte 921-3 Transbordador Espacial – nau espacial tripulada de segona generació de l'avió espacial Shenlong
- Transbordador Espacial de Llançament Assistit per Maglev HTS: Nova nau espacial tripulada i reutilitzable de segona generació
- Llarga Marxa 9
- Llarga Marxa 11

### Exploració espacial

Insígnia del programa xinès d'exploració lunar (CLEP)

- Projecte 921-1 – Nau espacial Shenzhou
- Projecte 921-11 – Nau espacial X-11
- Projecte 921-2 – Laboratori espacial xinès i estació espacial permanent xinesa, a curt termini i després ocupació permanent[96][97]
- Nau espacial de càrrega Shenzhou (货运飞船) – versió no tripulada de la nau espacial de Shenzhou per abastir l'Estació Espacial Permanent Xinesa i retornar càrrega a la Terra
- Tianzhou – Nau de càrrega no tripulada per abastir l'Estació Espacial Permanent Xinesa basada en el disseny del Tiangong-1, no està destinat a tornar a reentrar, però es pot utilitzar per a l'eliminació d'escombraries.[98][99]
- Programa xinès d'exploració lunar
  - Primera fase del programa lunar (嫦娥-1 工程) – llançat el 2007 amb CZ-3A: dues sondes orbitals lunars no tripulades
  - Segona fase del programa lunar (嫦娥-2 工程) – llançat el 2013 amb CZ-5/E: primer aterratge de la Lluna d'un parell d'astromòbils
  - Tercera fase del programa lunar (嫦娥-3 工程) – a ser llançat el 2019 amb CZ-5/E: Allunatge automàtic a la Lluna i retorn de mostres[100]
  - Quarta fase del programa lunar (嫦娥-4 工程) – a ser llançat el 2024 amb CZ-7: missió tripulada i bases permanents (月面驻留)[101]
- Exploració xinesa de Mart – L'orbitador Yinghuo-1 va ser llançat al novembre de 2011 en la missió conjunta Fobos-Grunt amb Rússia, però no va sortir de l'òrbita terrestre i va ser sotmès a una reentrada destructiva el 15 de gener de 2012. Entre les missions previstes s'inclouen mòduls de descens i astromòbils i possibles missions tripulades en el futur llunyà. Anatoli Perminov, cap de l'Agència Espacial Federal Russa va revelar el setembre de 2006 a RIA Novosti que la Xina estava a punt de signar un contracte a finals de 2006 per participar en un projecte rus per portar sòl de tornada a la Terra des de Fobos, una de les dues llunes de Mart.[102] La missió també recollirà mostres a Mart, d'acord amb Xinhua.[103] Cinc dècades després de la primera missió estatunidenca a Mart, el People's Daily va anunciar que finalment la Xina era "tècnicament preparada per explorar Mart".[104]
- Exploració de l'espai profund – exploració completa del sistema solar

## Investigació
El Centre de Ciències Espacials i Investigació Aplicada (CSSAR) va ser fundat l'any 1987 per la fusió de l'antic Institut de Física Espacial (és a dir, l'Institut de Geofísica Aplicada fundat el 1958) i el Centre de Ciència i Tecnologia Espacials (fundat el 1978). Els camps de recerca del CSSAR cobreixen principalment: 1. Tecnologia d'Enginyeria Espacial; 2. Exploració meteorològica espacial, recerca i previsió; 3. Teledetecció per microones i tecnologia de la informació.